# Rumänische Eishockeyliga 1948/49
Die Saison 1948/49 war die 19. Spielzeit der rumänischen Eishockeyliga, der höchsten rumänischen Eishockeyspielklasse. Meister wurde zum ersten Mal in der Vereinsgeschichte der Avîntul IPEIL Miercurea Ciuc.

## Hauptrunde

### Tabelle
|    | Klub                         |
| -- | ---------------------------- |
| 1. | Avîntul IPEIL Miercurea Ciuc |
| 2. | RATA Târgu Mureș             |
| 3. | HC Petrolul Bukarest         |